# Тун-Ябгу-каган
Тун-Ябгу-каган (д/н—630) — 5-й володар Західнотюркського каганату в 618—630 роках. У китайців відомий як Тун'єху, візантійців — Зієвіл. Відбувається політичне й економічне піднесення держави.

## Життєпис
Походив з династії Ашина. Стосовно його батька існують суперечності: більшість розглядає Янг-Соух-тегіна
(сина великого кагана Кара-Чурин-Тюрка) відомого також як Тулу-тегін, інші — Талоп'єна Апа-хана (сина Мукан-кагана). Більш ймовірний перший варіант. Точно відомо, що був братом Шегуй-кагана. Ймовірно 608 року брав активну участь у другій війні з Персією.
Після смерті Шенуя 618 року спадкував владу. У 619 році остаточно приборкав племена кібі, продовживши політику попередника. Після цього підкорив Мавераннахр, весь Сіюй, вдерся до Тохаристану (тут поставив ябгу сина Тардуша). Зміцнив міста й фортеці уздовж Великого Шовкового шляху, де призначив тудунів, що відповідали за мита і стежили за лояльністю місцевих васальних правителів. Заснував нову столицю — Мін-Булак (на північ від Чача).
У 625 році звернувся з пропозицією військового союзу до танського імператора Лі Шиміня проти східнотюркського кагана Ілека. Той погодився, за що Тун-Ябгу-кагана відправив золотий вінець, пояс і 5 тис. коней. Але до останнього не було пропущено китайську принцесу через дії східних тюрків.
626 року уклав союз з візантійським імператором Іраклієм I, спрямований проти Персії. Того ж року відправив шада (царевича) Бьорі (внучатого небіжа кагана). Війська сплюндрували Кавказьку Албанію й Іберію. Бої тривали у 627 і 628 роках.
628 року невдоволенні панівним становищем племен нушібі, вожді племен дулу повстали проти Тун-Ябгу-кагана. Їх очолив стрийко останнього — Кюлюг-Сибір-хан. Боротьба тривала до 630 року, коли каган зазнав поразки й загинув. В цей час 629 року прийняв у своїй ставці мандрівника Сюаньцзана, можливо перед тим Ту-Ябгу-каган прийняв буддизм.